# Подени (Арђеш)
Подени (рум. Podeni) насеље је у Румунији у округу Арђеш у општини Бузоешти. Oпштина се налази на надморској висини од 222 m.

## Становништво
Према подацима из 2002. године у насељу је живело 377 становника, од којих су сви румунске националности.